# Jia Lanpo
Jia Lanpo (chinesisch 賈蘭坡 / 贾兰坡; * 25. November 1908 in Yutian, Provinz Hebei; † 8. Juli 2001 in Peking) war ein bedeutender chinesischer Paläoanthropologe, der in den 1930er Jahren an leitender Stelle an den Ausgrabungen des Peking-Menschen beteiligt war.
Jia nahm noch als Student an der Ausgrabungskampagne (1929 bis 1937) in Zhoukoudian nahe Peking teil, wo Skelettreste von etwa 45 Exemplaren des nach dem Fundort als „Pekingmensch“ bezeichneten Homo erectus gefunden wurden, darunter Schädeldecken. Er wurde an deren Beginn 1929 zwischenzeitlich Aufseher, 1931 technischer Assistent des Geological Survey of China (中国地质调查局,  Zhōngguó Dìzhì Diàochájú), unter dessen Leitung die Ausgrabung stand, und 1935 Leiter der Ausgrabungen. Die Funde stammen nach neuesten Datierungen aus der Zeit vor 300.000 bis 780.000 Jahren. Jia war als Direktor der Ausgrabungen Nachfolger von Pei Wenzhong, einem anderen bekannten chinesischen Anthropologen, der damals nach Paris ging, um einen akademischen Abschluss zu machen. An der Ausgrabung waren bekannte ausländische Anthropologen wie Davidson Black, Pierre Teilhard de Chardin, Franz Weidenreich und Henri Breuil beteiligt, ferner der Nestor der Wirbeltier-Paläontologie in China, Yang Zhongjian.
Die Fossilien wurden 1941 vor der japanischen Invasion evakuiert und sollten auf einem Schiff in die USA gebracht werden, verschwanden aber auf dem Weg, ihr Verbleib ist unbekannt; Jia bemühte sich zeitlebens vergeblich ihr Schicksal aufzuklären. Jia hatte die Ausgrabung aber unter anderem mit 2000 Fotos und mit Abgüssen der Fossilien genau dokumentiert. Einige wenige Stücke haben den Krieg auch überdauert.
Jia war später Mitglied der Chinesischen Akademie der Wissenschaften. Er beaufsichtigte weitere Ausgrabungen des Pleistozäns Chinas, unter anderem noch 1990 im Nihewan-Becken in Nordchina mit dem US-amerikanischen Archäologen John Desmond Clark.
1994 wurde er auswärtiges Mitglied der National Academy of Sciences.
Jia Lanpo verfasste über 180 wissenschaftliche Aufsätze und 23 Bücher.
Er liegt neben Yang Zhongjian und Pei Wenzhong in Zhoukoudian begraben.

## Schriften
- mit Huang Weiwen: The story of Peking man: from archaeology to mystery, Oxford University Press 1990
- Chinese Homo erectus, 1950
- Early Man in China, 1980